# Idmidronea obtecta
Idmidronea obtecta är en mossdjursart som beskrevs av John Borg 1944. Idmidronea obtecta ingår i släktet Idmidronea och familjen Tubuliporidae.
Artens utbredningsområde är havet kring Nya Zeeland. Inga underarter finns listade i Catalogue of Life.